# Ronald Huntington
Arthur Ronald Huntington PC (* 13. Februar 1921 in Vancouver, British Columbia; † 28. Dezember 1998) war ein kanadischer Politiker der Progressiv-konservativen Partei (PC), der zehn Jahre lang Mitglied des Unterhauses war. Zwischen 1979 und 1980 war er Staatsminister im 21. kanadischen Kabinett von Premierminister Joe Clark.

## Leben

### Zweiter Weltkrieg und Unterhausabgeordneter
Huntington trat nach dem Schulbesuch 1942 in die Royal Canadian Navy ein und nahm in dieser bis 1942 am Zweiten Weltkrieg teil, wobei er zuletzt zum Lieutenant befördert wurde. Nach Kriegsende blieb er Reserveoffizier in der Royal Canadian Naval Volunteer Reserve und erhielt zuletzt seine Beförderung zum Lieutenant Commander. Er absolvierte ein Studium der Agrarwissenschaften und schloss dieses mit einem Bachelor of Science in Agriculture (B.S.A.) ab. Er war beruflich als Agrarwissenschaftler, Unternehmer und Wirtschaftsmanager tätig.
Bei der Wahl vom 30. Oktober 1972 kandidierte Huntington für die Progressiv-konservative Partei (PC) im Wahlkreis Capilano ohne Erfolg für ein Mandat im Unterhaus. Bei der darauf folgenden Wahl vom 8. Juli 1974 wurde er dann erstmals zum Abgeordneten in das Unterhaus gewählt und vertrat in diesem bis zum 3. September 1984 mehr als zehn Jahre lang den Wahlkreis Capilano.
Während seiner Parlamentszugehörigkeit war Huntington zunächst vom 20. Dezember 1974 bis Oktober 1975 Sprecher der PC-Fraktion für die nationalen Häfen sowie von Mai 1976 bis Oktober 1977 stellvertretender Sprecher der Opposition für Verbraucher- und Unternehmensangelegenheiten. Im Anschluss fungierte er zwischen dem 18. Oktober 1977 und dem 26. März 1979 als Vorsitzender des Ständigen Unterhausausschusses für öffentliche Konten.

### Staatsminister im Kabinett Clark
Am 4. Juni 1979 wurde er von Premierminister Joe Clark als Staatsminister mit der besonderen Verantwortung für Kleinunternehmen und Industrie in das 21. Kabinett Kanadas berufen, dem er bis zum Ende von Clarks Amtszeit am 2. März 1980 angehörte. Nach der Wahlniederlage der Unterhauswahl vom 18. Februar 1980 fungierte Huntington zwischen dem 9. April 1980 und dem 8. September 1981 als Oppositionssprecher für Kleinunternehmen sowie zugleich von Dezember 1980 bis zum 8. September 1981 als Sprecher seiner Fraktion für den Schatzamtsausschuss.
Huntington war vom 17. Februar 1982 bis zum 1. Februar 1983 Vorsitzender des Caucus der Progressiv-konservativen Partei, eine Versammlung der Mitglieder und Anhänger der PC zur Vorwahl von Kandidaten für hohe politische Ämter. Im Anschluss wurde er wieder Sprecher seiner Fraktion für den Schatzamtsausschuss. Nach seinem Ausscheiden aus dem Unterhaus war er zwischen 1985 und 1991 Vorsitzender der Kanadischen Hafengesellschaft (Canada Ports Corporation)